# John Mitchell (sindacalista)
John Mitchell (Braidwood, 1870 – New York, 1919) è stato un sindacalista statunitense.
Minatore dal 1882, nel 1890 si iscrisse agli United Mine Workers divenendone presidente nel 1898 (mantenne la carica fino al 1908).
Fu inoltre vicepresidente dell'American Federation of Labor dal 1899 al 1914 e commissario industriale per lo Stato di New York dal 1915 al 1919.